# Tsipka
Tsipka - Цыпка (rus) és un poble del krai de Krasnodar, a Rússia. Es troba als vessants meridionals de l'extrem oest del Caucas occidental, en la confluència del riu Tuapsé i del riu Tsipka, a 9 km al nord de Tuapsé i a 99 km al sud de Krasnodar.
Pertanyen a aquest poble els pobles de Zarétxie, Kràsnoie, Messajai, els possiolki de Prígorodni i Kholodni Rodnik i el khútor de Gretxeski